# Phim hoạt hình người lớn
Phim hoạt hình người lớn, hoạt hình người lớn hoặc hoạt hình trưởng thành, là bất kỳ loại tác phẩm phim hoạt hình nào chủ yếu nhắm vào người lớn và thanh thiếu niên, trái ngược với trẻ em hoặc khán giả ở mọi lứa tuổi. Các tác phẩm trong phương tiện này có thể được coi là người lớn vì bất kỳ lý do nào, chẳng hạn như chủ đề phức tạp, nội dung khiêu dâm hoặc gợi tình, bạo lực đồ họa, ngôn ngữ tục tĩu hoặc hài hước đen tối. Các tác phẩm trong thể loại này có thể khám phá các vấn đề triết học, chính trị hoặc xã hội. Một số sản phẩm được ghi nhận cho kỹ thuật kể chuyện và hoạt hình kể chuyện tinh vi hoặc thử nghiệm.
Tại Hoa Kỳ, trước khi Bộ luật Hays được thi hành, một số phim hoạt hình ngắn chứa đựng sự hài hước nhắm vào các thành viên khán giả trưởng thành hơn là trẻ em. Sau khi giới thiệu hệ thống xếp hạng phim của Hiệp hội Điện ảnh Hoa Kỳ, các nhà sản xuất hoạt hình độc lập đã cố gắng thiết lập một giải pháp thay thế cho hoạt hình chính thống. Ban đầu, một số xưởng phim hoạt hình ở Hoa Kỳ đã cố gắng sản xuất hoạt hình cho khán giả trưởng thành, nhưng những ví dụ về hoạt hình sau này được sản xuất cho người lớn sẽ thu hút được sự chú ý và thành công chủ đạo.